# Sisabanibadahara
Sisabanibadahara – gaun wikas samiti we wschodniej części Nepalu w strefie Kośi w dystrykcie Morang. Według nepalskiego spisu powszechnego z 2001 roku liczył on 996 gospodarstw domowych i 4779 mieszkańców (2384 kobiet i 2395 mężczyzn).